# Pfarrkirche am Main (Raunheim)

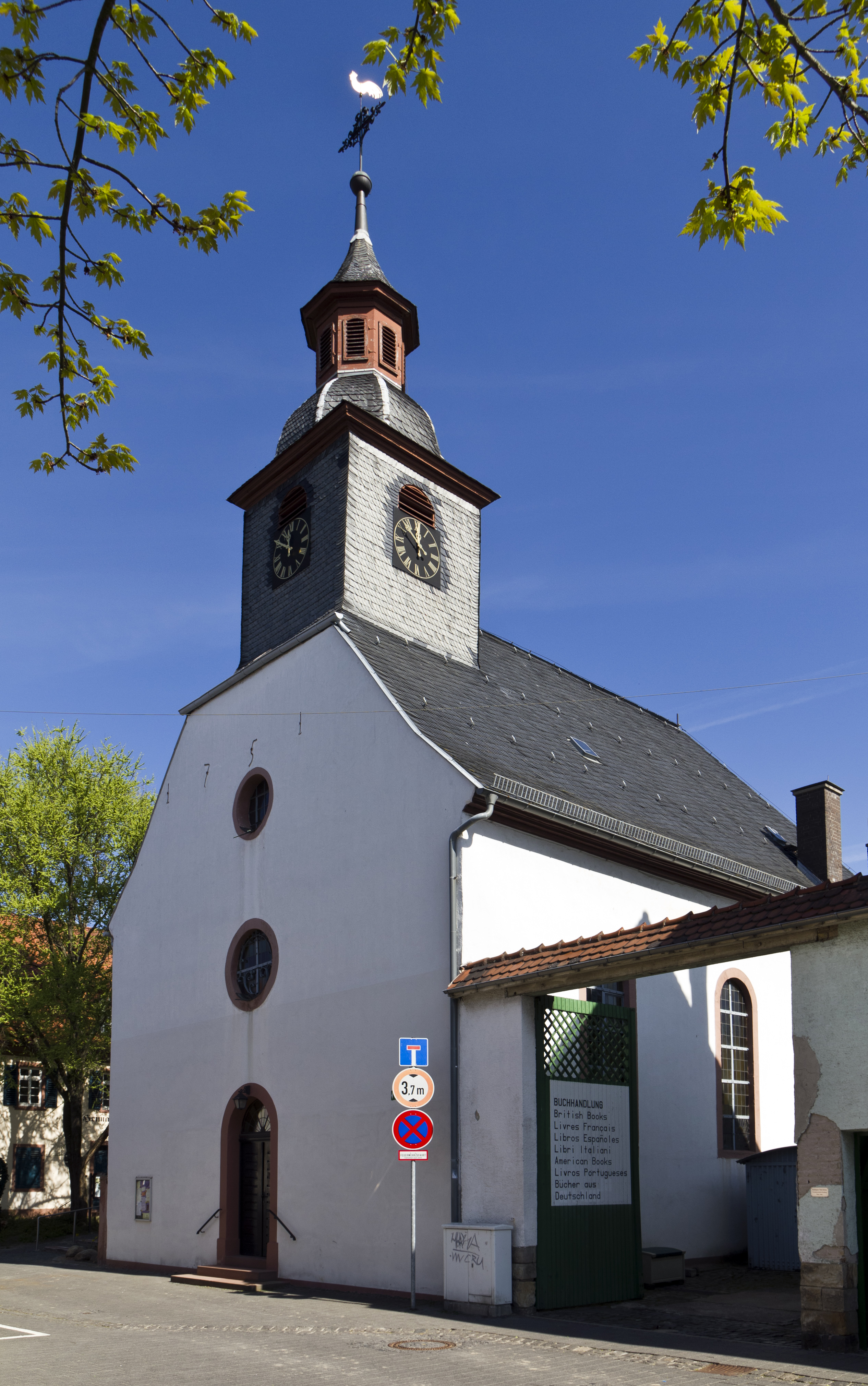
Pfarrkirche am Main (Raunheim)

Die Evangelische Pfarrkirche am Main ist ein denkmalgeschütztes Kirchengebäude, das in Raunheim steht, einer Gemeinde im Kreis Groß-Gerau in Hessen. Die Kirche gehört zur Paulusgemeinde Raunheim im Dekanat Groß-Gerau-Rüsselsheim in der Propstei Starkenburg der Evangelischen Kirche in Hessen und Nassau.

## Beschreibung
Die giebelständige Saalkirche wurde 1751/52 nach einem Entwurf des Pfarrers Johann Conrad Lichtenberg gebaut. Aus dem Satteldach des Kirchenschiffs erhebt sich an der Straße ein quadratischer, mit einer geschwungenen Haube mit Laterne bedeckter Dachreiter, der die Turmuhr beherbergt. Im Kirchenschiff wurden 1885 an drei Seiten Emporen eingebaut. Ein Kruzifix stammt vom Anfang des 18. Jahrhunderts, die axial angeordnete Kanzel aus der Mitte des 18. Jahrhunderts. Der Altar und das Taufbecken wurden 1855 in Marmor gebaut.